# جاي كلاي سميث جونيور
جاي كلاي سميث جونيور (بالإنجليزية: J. Clay Smith Jr.)‏ هو عسكري أمريكي، ولد في 15 أبريل 1942، وتوفي في 15 فبراير 2018 بسبب مرض آلزهايمر.